# Antonio Daniels
Antonio Robert Daniels (Columbus, 19 marzo 1975) è un ex cestista statunitense, professionista nella NBA.

## Carriera
Pur avendo tenuto in carriera, nelle 13 stagioni giocate in NBA, una media di 3 assist a partita, nei play-off del 2007, nelle quattro partite in cui i Wizards affrontarono i Cavaliers di LeBron James, Daniels fornì 12 assist di media. I Wizards si arresero comunque per 4-0.
Nell'aprile 2011 firmò con i Philadelphia 76ers per sostituire l'infortunato Lou Williams.

## Statistiche

### College
| Anno      | Squadra            | PG  | PT | MP   | TC%  | 3P%  | TL%  | RP  | AP  | PRP | SP  | PP   |
| --------- | ------------------ | --- | -- | ---- | ---- | ---- | ---- | --- | --- | --- | --- | ---- |
| 1993-1994 | Bowling G. Falcons | 28  | -  | 30,9 | 51,2 | 31,6 | 81,6 | 2,9 | 3,9 | 1,0 | 0,2 | 12,6 |
| 1994-1995 | Bowling G. Falcons | 26  | 22 | 29,0 | 49,5 | 42,1 | 69,9 | 2,8 | 3,8 | 0,7 | 0,2 | 10,3 |
| 1995-1996 | Bowling G. Falcons | 25  | 25 | 36,9 | 47,8 | 33,3 | 72,3 | 3,1 | 5,9 | 1,8 | 0,4 | 16,0 |
| 1996-1997 | Bowling G. Falcons | 32  | 32 | 36,3 | 54,7 | 43,3 | 77,7 | 2,8 | 6,8 | 2,3 | 0,3 | 24,0 |
| Carriera  | Carriera           | 111 | 79 | 33,3 | 51,5 | 39,6 | 75,8 | 2,9 | 5,2 | 1,5 | 0,3 | 16,1 |

### NBA

#### Regular Season
| Anno       | Squadra             | PG  | PT  | MP   | TC%  | 3P%  | TL%  | RP  | AP  | PRP | SP  | PP   |
| ---------- | ------------------- | --- | --- | ---- | ---- | ---- | ---- | --- | --- | --- | --- | ---- |
| 1997-1998  | Vancouver Grizzlies | 74  | 50  | 26,4 | 41,6 | 21,2 | 65,9 | 1,9 | 4,5 | 0,7 | 0,1 | 7,8  |
| 1998-1999† | San Antonio Spurs   | 47  | 0   | 13,1 | 45,4 | 29,4 | 75,4 | 1,1 | 2,3 | 0,6 | 0,1 | 4,7  |
| 1999-2000  | San Antonio Spurs   | 68  | 1   | 17,6 | 47,4 | 33,3 | 71,3 | 1,3 | 2,6 | 0,8 | 0,1 | 6,2  |
| 2000-2001  | San Antonio Spurs   | 79  | 23  | 26,1 | 46,8 | 40,4 | 77,6 | 2,1 | 3,8 | 0,8 | 0,2 | 9,4  |
| 2001-2002  | San Antonio Spurs   | 82  | 13  | 26,5 | 44,0 | 29,1 | 75,2 | 2,1 | 2,8 | 0,6 | 0,1 | 9,2  |
| 2002-2003  | Portland T. Blazers | 67  | 2   | 13,0 | 45,2 | 30,5 | 85,5 | 1,1 | 1,3 | 0,5 | 0,1 | 3,7  |
| 2003-2004  | Seattle S.Sonics    | 71  | 32  | 21,3 | 47,0 | 36,2 | 84,2 | 2,0 | 4,2 | 0,6 | 0,1 | 8,0  |
| 2004-2005  | Seattle S.Sonics    | 75  | 2   | 27,0 | 43,8 | 29,7 | 81,6 | 2,3 | 4,1 | 0,7 | 0,0 | 11,2 |
| 2005-2006  | Wash. Wizards       | 80  | 17  | 28,5 | 41,8 | 22,8 | 84,5 | 2,2 | 3,6 | 0,7 | 0,1 | 9,6  |
| 2006-2007  | Wash. Wizards       | 80  | 8   | 22,0 | 44,2 | 30,2 | 83,2 | 1,9 | 3,6 | 0,5 | 0,1 | 7,1  |
| 2007-2008  | Wash. Wizards       | 71  | 63  | 30,4 | 45,9 | 23,0 | 77,6 | 2,9 | 4,8 | 1,0 | 0,0 | 8,4  |
| 2008-2009  | Wash. Wizards       | 13  | 5   | 22,2 | 40,0 | 45,5 | 75,8 | 1,7 | 3,6 | 0,5 | 0,0 | 5,1  |
| 2008-2009  | N.O. Hornets        | 61  | 4   | 12,0 | 42,4 | 34,7 | 82,1 | 0,9 | 2,1 | 0,3 | 0,0 | 3,8  |
| 2010-2011  | Philadelphia 76ers  | 4   | 0   | 8,8  | 40,0 | 0,0  | 100  | 1,3 | 0,5 | 0,0 | 0,0 | 1,5  |
| Carriera   | Carriera            | 872 | 220 | 22,6 | 44,4 | 31,1 | 79,3 | 1,8 | 3,4 | 0,6 | 0,1 | 7,6  |

#### Playoffs
| Anno     | Squadra             | PG | PT | MP   | TC%  | 3P%  | TL%  | RP  | AP   | PRP | SP  | PP   |
| -------- | ------------------- | -- | -- | ---- | ---- | ---- | ---- | --- | ---- | --- | --- | ---- |
| 1999†    | San Antonio Spurs   | 15 | 0  | 7,1  | 42,9 | 66,7 | 83,3 | 0,7 | 1,1  | 0,3 | 0,0 | 1,8  |
| 2000     | San Antonio Spurs   | 4  | 0  | 20,5 | 39,1 | 25,0 | 69,2 | 2,5 | 1,5  | 1,8 | 0,0 | 7,3  |
| 2001     | San Antonio Spurs   | 13 | 8  | 31,2 | 48,1 | 37,0 | 94,3 | 2,0 | 2,9  | 0,5 | 0,1 | 13,5 |
| 2002     | San Antonio Spurs   | 10 | 0  | 22,4 | 45,5 | 37,5 | 86,4 | 2,7 | 1,5  | 0,7 | 0,3 | 9,5  |
| 2003     | Portland T. Blazers | 6  | 1  | 16,3 | 47,4 | 60,0 | 50,0 | 1,3 | 2,0  | 0,2 | 0,2 | 3,7  |
| 2005     | Seattle S.Sonics    | 11 | 3  | 30,1 | 46,8 | 28,6 | 85,7 | 2,8 | 4,5  | 1,0 | 0,0 | 13,8 |
| 2006     | Wash. Wizards       | 6  | 0  | 36,0 | 53,8 | 27,3 | 90,9 | 2,8 | 3,3  | 0,5 | 0,2 | 13,2 |
| 2007     | Wash. Wizards       | 4  | 4  | 44,0 | 44,7 | 20,0 | 85,7 | 4,5 | 11,8 | 1,3 | 0,3 | 13,3 |
| 2008     | Wash. Wizards       | 6  | 4  | 25,7 | 45,2 | 25,0 | 88,2 | 2,3 | 3,0  | 0,3 | 0,3 | 7,3  |
| 2009     | N.O. Hornets        | 5  | 0  | 12,8 | 15,4 | 25,0 | 81,8 | 0,6 | 1,8  | 0,4 | 0,2 | 2,8  |
| Carriera | Carriera            | 80 | 20 | 23,2 | 46,1 | 35,3 | 86,3 | 2,1 | 2,9  | 0,6 | 0,1 | 8,6  |

## Palmarès
- Campionato NBA: 1

San Antonio: 1999
- All-NBDL Third Team (2011)

## Curiosità
- Nelle squadre in cui era disponibile, ha sempre indossato il numero 33, in onore del fratello Chris (anch'egli cestista) morto prematuramente.